# 小嶋泉
小嶋 泉（おじま いずみ、1949年 - ）は、日本の数学者・数理物理学者。
京都大学医学部卒で、医師免許を持つ異色の数学者。専門は数理物理学。特にゲージ理論の代数的構造の研究で業績を残す。博士号を取得した年に九後汰一郎（元：京都大学基礎物理学研究所所長）とともに仁科記念賞を受賞。

## 略歴
- 1975年 - 京都大学医学部卒業
- 1977年 - 京都大学大学院理学研究科物理学専攻修士課程修了
- 1980年
  - 3月 - 京都大学理学研究科数理解析専攻博士課程修了。京都大学より理学博士号を取得。「Observables and quark confinement in the covariant canonical formalism of Yang-Mills theory(ヤン・ミルズ場の共変的正準量子論における観測可能量とクォーク閉じ込め)」
  - プリンストン高等研究所アインシュタイン記念研究員
  - 「非可換ゲージ場の共変的量子化の理論」の業績により仁科記念賞を受賞。
- 1981年 - 京都大学数理解析研究所助手に就任。
- 1989年 - 京都大学数理解析研究所助教授に就任（2007年から准教授）。
- 2015年 - 京都大学を定年退職。

## 著書

### 編集
- 『数理物理学の展開』 東京図書、1988年11月 ISBN 4-489-00265-3（江沢洋と共同）
- 『数理情報科学シリーズ12 量子情報と進化の力学』 牧野書店、1996年2月 ISBN 4-7952-0105-6 （大矢雅則と共同）
- 『数理情報科学事典』 朝倉書店、2005年4月 ISBN 4-254-12161-X（大矢雅則、今井秀樹、中村八束、広田正義と共同）
- 『数理物理への誘い6 最新の動向をめぐって』遊星社、2006年8月 ISBN 4-434-08291-4